# Sociedad Económica Barcelonesa de Amigos del País
La Sociedad Económica Barcelonesa de Amigos del País (SEBAP) es una sociedad creada en el año 1822 en Barcelona, tras la Real Cédula de Carlos III de 1775 que permitía la introducción en España de las sociedades económicas de amigos del país. La SEBAP promueve los intereses económicos colectivos de España, con especial atención a los de la ciudad de Barcelona y su provincia.

## Historia
La Sociedad Económica Barcelonesa de Amigos del País inició sus actividades en el año 1822, aunque no quedó completamente instaurada hasta 1834. Durante el siglo XIX tuvo como socios a personalidades destacadas de Barcelona como Fernando de Lesseps, Manuel Durán y Bas, Bartolomé Robert y Laureano Figuerola. La SEBAP y la Junta de Comercio lideraron el proyecto de creación de la Caja de Barcelona, creada en 1844, que tras su fusión con la Caja de Pensiones dio lugar a la actual entidad financiera La Caixa.